# Bastard
A Bastard Tyler, the Creator amerikai rapper debütáló stúdióalbuma, amely 2009. december 25-én jelent meg ingyenesen az Odd Future Tumblr-oldalán. Az album egyetlen producere az előadó volt, ingyenes online megjelenése következtében eleinte mixtape-nek volt tekintve, de a jövőben Tyler és több forrás is albumnak nevezte.

## Tartalom
Az album dalait Tyler 2007–2009-ben vette fel, és 2009. december 25-én jelent meg. A produceri munkához Tyler az FL Studio program egy illegálisan letöltött verzióját használta, így le se tudta menteni a részben létrehozott dalait, azonnal be kellett fejeznie a számokat, mikor elkezdte rajtuk a munkát. 2019-ben megosztotta, hogy az albumot Eminem Relapse (2009), James Pants Seven Seals (2009), Nite Jewel Good Evening (2009), Grizzly Bear Veckatimest (2009), Clipse Hell Hath No Fury (2006) albuma és a The Cool Kids zenéje inspirálta. Az album Tyler beszél egy Dr. TC nevű karakterhez, arra utalva, hogy az album három terápia egyike. Az Odd Toddlers és a Slow It Down is megjelent korábban a The Odd Future Tape-en (2008).
2010. december 25-én újra megjelent az album, Brandun DeShay versszaka nélkül a Sessionön, a helyét Mike G vette át, Tyler és DeShay közötti nézeteltérések miatt. Később, 2012-ben, visszakerült a lemez az Odd Future weboldalára, mindkét előadó versszakával. Később Tyler, the Creator bejelentette, hogy tervezi kiadni az albumot lemezen is, de ez azóta se történt meg.

## Fogadtatás és kritika
A Bastardot méltatták a szakértők, a Pitchfork a „sokkművészet” mesterművének nevezte, és az első kiemelkedő Odd Future-projektnek, kiemelve az ellentétet a humoros és gyűlölettel teli sorok között. A RapReviews méltatta az innovatív produceri munkát, és az előadó rappelését, de elfogadhatatlannak nevezte a dalszöveget, kiemelve a gyakori utalásokat nemi erőszakra. A Pitchfork év végi 2010 50 legjobb albuma listáján 32. helyen szerepelt, a French! kislemez pedig 61. volt az év száz legjobbja között. Az albumot 2022-ben a 118. helyre helyezte a Rolling Stone Minden idők 200 legjobb hiphopalbuma listáján, míg a Complex 2018-ban a 38. helyet adta neki Az 50 legjobb rapper mixtape ranglistán.
A Bastard és a Goblin (2011) felháborodást keltett a brit Konzervatív Párt tagjai között, amelynek következtében Theresa May belügyminiszter 3–5 évre kitiltotta az előadót az országból. A tiltás nagy felháborodást keltett, amely ismét szóba került, mikor May az ország miniszterelnöke lett. Tyler és rajongói úgy gondolták, hogy a tiltás valódi oka az volt, hogy „nem tetszett nekik, hogy gyerekeik egy fekete férfit idolizáltak.” Az előadó kijelentette, hogy úgy érezte, mintha terroristaként kezelték volna. A kitiltást 2019 májusában vonták vissza.
Az album címadó dalának első szavaiban Tyler a 2DopeBoyz, a NahRight és más blogokat szidta, amiért nem vették figyelembe pályafutása elején. Azt követően, hogy a következő években Tyler többször is beszólt a 2DopeBoyznak, Joel Zela és Meka Udoh alapítók azt nyilatkozták, hogy nem is ismerték az előadót, amíg az el nem kezdte őket szidni. Hozzátették, hogy soha nem kaptak zenét tőle vagy az Odd Future-től, és ez mindössze egy marketingtrükk volt.

## Számlista
Minden dal producere Tyler, the Creator.
| 1.    | Bastard                                                          | Tyler Okonma                                  | 6:09 |
| 2.    | Seven                                                            | Okonma                                        | 3:29 |
| 3.    | Odd Toddlers (Casey Veggies közreműködésével)                    | Okonma Casey Jones                            | 3:36 |
| 4.    | French! (Hodgy Beats közreműködésével)                           | Okonma Gerard Long                            | 4:03 |
| 5.    | Blowv                                                            | Okonma                                        | 2:55 |
| 6.    | Pigs Fly (Domo Genesis közreműködésével)                         | Okonma Dominique Cole                         | 3:35 |
| 7.    | Parade                                                           | Okonma                                        | 2:23 |
| 8.    | Slow It Down (Hodgy Beats közreműködésével)                      | Okonma Long                                   | 3:08 |
| 9.    | AssMilk (Earl Sweatshirt közreműködésével)                       | Okonma Thebe Kgositsile                       | 3:40 |
| 10.   | VCR / Wheels                                                     | Okonma                                        | 3:28 |
| 11.   | Session (Hodgy Beats, brandUn DeShay és Mike G közreműködésével) | Okonma Long Brandun DeShay Michael Griffin II | 3:35 |
| 12.   | Sarah                                                            | Okonma                                        | 4:47 |
| 13.   | Jack and the Beanstalk                                           | Okonma                                        | 3:51 |
| 14.   | Tina (Jasper Dolphin és Taco közreműködésével)                   | Okonma Davon Wilson Travis Bennett            | 3:07 |
| 15.   | Inglorious                                                       | Okonma                                        | 4:05 |
| 55:50 |                                                                  |                                               |      |

Megjegyzések
- Blow: jelöletlen közreműködés Syd tha Kydtől
- Session: 2010. december 25-én, egy évvel az eredeti megjelenése után újra kiadták az albumot, brandUn DeShay versszakának helyét Mike G vette át. 2012-ben újra felkerült az Odd Future weboldalára az album, mindkét előadó versszakét tartalmazva.
- VCR: jelöletlen közreműködés Earl Sweatshirttől
- Inglorious: jelöletlen közreműködés Hodgy Beatstől

Hangminták
- Seven: The Sweetest Pain, eredetileg előadta: Dexter Wansel
- Odd Toddlers: Huit Octobre 1971, eredetileg előadta: Cortex
- Jack and the Beanstalk: What More Can I Say, eredetileg előadta: Jay-Z